# Bert Fortell
Bert Fortell (* 18. September 1924 als Adalbert Fortelni in Baden bei Wien, Österreich; † 27. August 1996 in Wien) war ein österreichischer Schauspieler.

## Leben

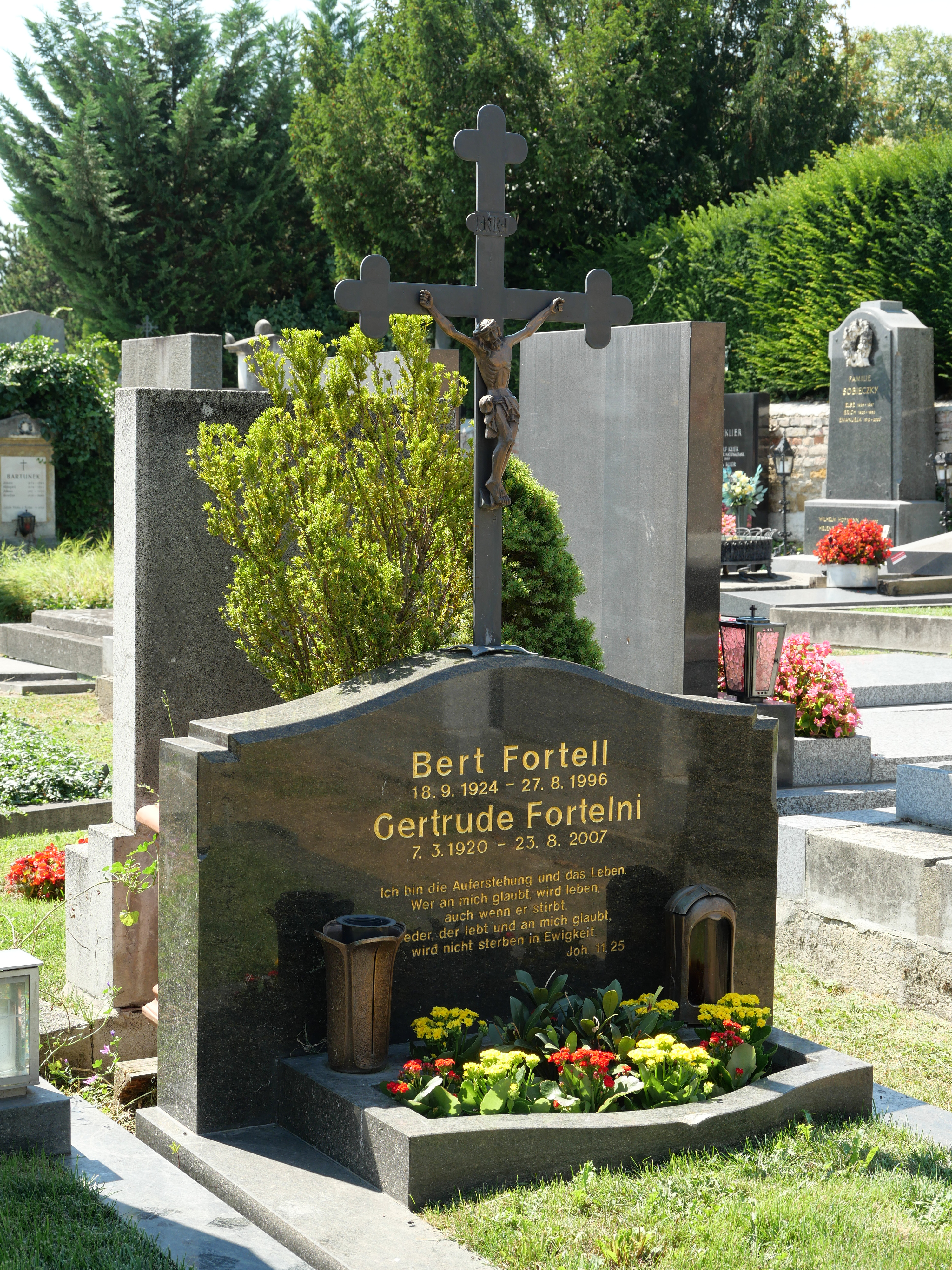
Grabstätte von Bert Fortell

Fortell, Sohn des Chauffeurs und Sängers Adalbert Fortelni (auch: Bertl Fortelny) und dessen Ehefrau Auguste, arbeitete nach dem Zweiten Weltkrieg als Autohändler und erhielt eine künstlerische Ausbildung am Prayner Konservatorium in Wien. 1948 debütierte er in Sankt Pölten als Valentin in Goethes Faust. Weitere Bühnenstationen im Engagement waren u. a. das Volkstheater Wien, dass Stadttheater Klagenfurt und das Theater in der Josefstadt.
Ab 1952 trat er am Wiener Volkstheater auf. Von da an erhielt er als Liebhaber und Naturbursche auch mehrere bedeutende Filmrollen. In Wetterleuchten um Maria war er Partner von Marianne Hold. Auch drehte er unter der Regie von Karl Paryla, mit dem er schon am Wiener Volkstheater engagiert war und der seinerseits als überzeugter Kommunist später in die DDR übersiedelte, dort mehrere Filme, der erste war 1956 Zar und Zimmermann.
In späteren Jahren spielte er vor allem am Theater in der Josefstadt.
Seine letzten großen, äußerst erfolgreichen Theaterauftritte hatte er ab 1989 am Stadttheater Berndorf (Direktion: Felix Dvorak).
Er ist Vater des Schauspielers Albert Fortell (* 1952) und Marius Robert Fortelni, Schwiegervater der Schauspielerin Barbara Wussow.
Seine Gattin war Gerda Fortelni († 2007).
Beider Grabstelle befindet sich auf dem Grinzinger Friedhof (Gruppe 3, Nummer 55) in Wien.

## Filmografie
- 1953: Die Todesarena
- 1954: Schicksal am Lenkrad
- 1956: Gasparone
- 1956: Die fröhliche Wallfahrt
- 1956: Zar und Zimmermann
- 1956: Wetterleuchten um Maria
- 1956: Gruß und Kuß vom Tegernsee
- 1957: Zwei Bayern im Urwald
- 1957: Das Mädchen ohne Pyjama
- 1957: Mazurka der Liebe
- 1957: Almenrausch und Edelweiß
- 1958: Blitzmädels an die Front
- 1958: Der Sündenbock von Spatzenhausen
- 1959: Kasimir und Karoline
- 1960: Sie schreiben mit (Serie)
- 1960: Ein Student ging vorbei
- 1960: Am Galgen hängt die Liebe
- 1963: Spiel im Morgengrauen
- 1963: Männer am Sonntag
- 1963: Der Trick mit dem Schlüssel (Fernsehserie Interpol greift ein!)
- 1963: Das Kriminalmuseum (Fernsehserie) – Folge: Die Fotokopie
- 1964: Bericht von den Inseln
- 1965: Die fünfte Kolonne (Fernsehserie) – Folge: Libelle bitte kommen
- 1965: Sie schreiben mit (Fernsehserie) – Folge: Finderlohn ganz groß
- 1965: Sie schreiben mit (Fernsehserie) – Folge: Tanz auf dem Eis
- 1966: Die verschenkten Jahre
- 1966: Der Rivonia-Prozeß
- 1966: Finden Sie Livingstone!
- 1968: Oberinspektor Marek (Fernsehserie) – An einem einzigen Tag
- 1970: Der Feldherrnhügel
- 1970: Josefine Mutzenbacher
- 1971: Eine unwürdige Existenz
- 1971: Operation Walküre
- 1971: Ball im Savoy
- 1971: Die Angst des Tormanns beim Elfmeter
- 1972: Top Secret (The Salzburg Connection)
- 1972: Die merkwürdige Lebensgeschichte des Friedrich Freiherrn von der Trenck (TV-Mehrteiler)
- 1973–1974 Hallo – Hotel Sacher … Portier! (Fernsehserie, Folgen: 5. Liebesg’schichten und Heiratssachen; 18. Besuch aus USA)
- 1974: Tatort – Mord im Ministerium
- 1975: Tatort – Urlaubsmord
- 1977: Das chinesische Wunder
- 1981: Der Schüler Gerber
- 1981: Tatort – Mord in der Oper
- 1983: Roda Rodas rote Weste
- 1983: Der gute Engel (Mehrteiler)
- 1985: Via Mala (Mehrteiler)
- 1989: Roda Roda (Serie, Folge 12)